# Raksányi Dezső
Raksányi Dezső, Raksányi Dezső Sándor (Budapest, 1879. szeptember 6. – Szentes, 1950. október 24.) festőművész, képzőművészeti főiskolai tanár. 
Nevének írásmódja a kortárs irodalomban: Rakssányi Dezső, Raksányi Rezső formában is előfordul.

## Életútja
Raksányi Gyula és Kis Vilma fiaként született. Tanulmányait a budapesti Mintarajziskolában folytatta, mestere Székely Bertalan volt. Ezután 1909 és 1913 között a Benczúr-féle mesteriskolában képezte magát. 1912-től 1921-ig a budapesti Képzőművészeti Főiskolán tanított. 1921. február 12-én Budapesten, a Terézvárosban feleségül vette Konnert Herminát. Hosszabban tartózkodott Párizsban, ahol részt vett az újabb művészeti mozgalmakban. Tanulmányúton volt Firenzében, Münchenben és Rómában, ahol kiállításakor az olasz állam nagy aranyérmét nyerte.  Freskókat készített templomok és középületek számára, 1909-től állította ki műveit. Felesége 1936. június 11-én elhunyt. Élete végén Öcsödön lakott. Halálát dülmirigy-túltengés, húgyvérűség, szívgyengeség okozták. Képei megtalálhatók a Budapesti Műszaki Egyetem nagy olvasótermében (1945-ben elpusztult freskó), a miskolci megyeházán, minorita templomban, a székesfehérvári plébániatemplomban, illetve a csurgói evangélikus templomban. 

## További információ
- Műveiből az Europeana weblapján.